# 東和工業
東和工業株式会社（とうわこうぎょう）は、日本のナット製造メーカー。

## 概要
日本の大阪府堺市西区に本社を置く、冷間ホーマーナット製造を主力事業とする企業。戦前に創業された老舗企業であり、「ものづくり企業」としての自負を抱いている。品質管理にも注力しており、2004年にLRQA Japanより国際標準化機構のISO9001認証を取得した。

## 拠点
- 本社・工場:大阪府堺市西区築港浜寺西町7番地の20
- 第2工場:大阪府堺市西区築港浜寺西町7番地の7
- 別館:大阪府堺市西区築港浜寺西町7番地の19
- 倉庫:大阪府高石市高砂3丁目66番地